# Comuna Horești, Fălești
Comuna Horești este o comună din raionul Fălești, Republica Moldova. Este formată din satele Horești (sat-reședință), Lucăceni și Unteni.

## Demografie
Conform datelor recensământului din 2014, comuna are o populație de 1.056 de locuitori. La recensământul din 2004 erau 1.456 de locuitori.

## Administrație și politică
Componența Consiliului local Horești (9 consilieri), ales la 5 noiembrie 2023, este următoarea:
|  | Partid                                       | Consilieri | Componență | Componență | Componență | Componență | Componență |
|  | -------------------------------------------- | ---------- | ---------- | ---------- | ---------- | ---------- | ---------- |
|  | Partidul Social Democrat European            | 5          |            |            |            |            |            |
|  | Partidul Acțiune și Solidaritate             | 2          |            |            |            |            |            |
|  | Partidul Nostru                              | 1          |            |            |            |            |            |
|  | Partidul Socialiștilor din Republica Moldova | 1          |            |            |            |            |            |